# 蛇蜜
『蛇蜜（じゃみつ）』は、日本のホラー作家松殿理央が2002年に発表した短編小説。クトゥルフ神話の一つ。
日本人作家によるクトゥルフ神話アンソロジー『秘神界歴史篇』のために書き下ろされた。イラストは高橋葉介が手掛けている。
東雅夫は「魔都上海の暗黒街に跳梁する蛇神イグの妖かしを描く、エロチックな邪神縁起譚」と解説する。
『イグの呪い』の後日談に当たるが、人物は共通しない。またTRPG『ニャルラトテップの仮面』第5章と同時代・同地域を舞台とする。
『秘神界』2冊は、英訳されて全4巻で黒田藩プレスから刊行された。本作は『Taste of the Snake's Honey』という英題で2巻に収録されている。

## あらすじ

### 父と子
ジェイムズ・ジョンソンは、早熟の天才児であったが、一族の浪費のために学費を払えず、英国留学を断念してミスカトニック大学に進学する。民俗学を専攻し、図書館で本を濫読して学ぶ。だが1904年に唐突に休学してオクラホマに行き、実父の葬儀にも戻って来ず、2年後に東洋人の李飜威を連れて帰宅する。留守をとがめる親戚たちに「飜と共同で投資で成功した」と大金を差し出し、黙らせる。ジェイムズは米国で、飜は中国で新たに事業を始め、それぞれ大成する。
さて、ジェイムズはオクラホマで会った女性との間に息子アルバート・ジョンソンをもうけていたが、アルバートの母は難産で亡くなっていた。アルバートは父に溺愛され、望むもの全てを与えられ、「極上の蜂蜜と新鮮な乳で」育てられた。幼きアルバートは父の話を聞いてオクラホマに憧れを抱くようになる。
一方で、アルバートには、前触れなく起こる記憶障害と、毎年10月から12月にかけて飢餓感と凶暴性が増すという2つの問題を抱えていた。アルバートは父から学んだ狩猟を通じて、動物を殺して血の渇きを抑えることを学んだ。彼は表向きは好青年として振舞つつ、10月が訪れると自宅の図書室にこもり陰鬱な書物に傾倒する。

### 屍愛の館
1929年に起こった世界恐慌による不況のさなか、食品製造業においては、科学技術の発展により食品の長期保存が実現したことで、輸出入が容易になり、大きな成長を見せていた。父ジェイムズは冷凍保存法に目をつけ、新型の冷凍庫を開発して業績を伸ばす。また先見の明に富んだ彼は大恐慌すら予測しており、資産は増える一方であったが、1932年11月に死去する。
翌1933年10月、27歳となったアルバートは、李飜威に誘われて上海に渡る。彼は列強国の大事業家として、金を払えばどんな傲慢でも許されるフランス租界で、性の奉仕者をいたぶる猟奇趣味に耽溺する。一ヶ月が過ぎ、畸形の者たちとの性戯にも飽きてきたころ、飜から「屍体を抱かせる妓楼がある」という情報を得る。
翌11月9日、父の命日に、飜はアルバートを楼閣へと連れて行き、「花嫁」と呼ぶ美女の屍体を見せる。彼女は飜の娘・春華であり、きのうの夕方に息を引き取ったのだと説明する。呆然とするアルバートに、飜は微笑みながら、アルバートと彼女が同年同日同時刻に産まれたこと、運命を感じた父と飜が2人を娶わせることに決めたこと、アルバートは忘れているが2人はいいなづけであることを説明する。まったく覚えていないと混乱するアルバートに、飜は記憶障害だからと説く。アルバートが抱いたとたん、春華は息を吹き返すが、飜は驚く様子も見せず「予言通り」と言うのみ。
飜から渡された父の日記を読んだアルバートは、自分の記憶障害や残忍性が近親婚の結果ではなく、イグの高貴な血によるものだったことを知る。アルバートは副社長に財産を譲り、飜と共に「イグの子を崇める」ように指示したうえで、社会から姿を消す。以来、アルバートと春華はずっと地下室にいる。やがて2人は脱皮して姿が変わり、妻は卵を産み、卵は副社長と飜に託されるだろう。夫婦は冬眠状態となり、父の作った冷凍庫で、中国産の珍しい食材「龍肉」（食用の蛇肉）という建前のもと、オクラホマに出荷される形で帰国することが示唆される。

### 父の日記
1904年、イグの伝説を求めて平原インディアンのある部族を訪れたジェイムズと飜は、意気投合して親友となる。2年目の10月祭りの日に、2人は足にケガをした「族長の娘」を救助する。族長は2人に、彼女は族長の娘でも巫女でもなく「イグの娘」であり、また予言者であると説明したうえで、ジェイムズと飜は彼女の夫となり産卵させる使命を帯びていると述べる。
2人はかわるがわる娘と交わり、やがて彼女は脱皮して半人半蛇の美しい姿に変貌して、2個の卵を産む。雄の卵がジェイムズに、雌の卵が飜に託された。成長した双子をつがわせて次代の卵を産ませ、成体の2人はオクラホマに帰し、養育の礼として卵の方を与えるという約束がなされる。逆らったらイグの呪いがふりかかるであろうから、ジェイムズと飜は快諾する。やがて卵は孵化して蛇が産まれ、人間の姿へと擬態する。すぐさま最初の予言がなされ、2人は手を組んで事業を始め、財産を増やしていく。飜は春華を連れて中国に帰る。
未成熟なイグの子は、何らかの欠陥を抱えている。アルバートは予言をしたときの記憶を覚えておらず、春華は予言以外に一切の口をきかない。アルバートは、会社の設立や数々の投資を指示し、最後にジェイムズの死を予言した。「ジェイムズ・ジョンソン。おまえは1932年11月9日に死ぬ。そして息子はその1年後、上海で記録を受け取るだろう。そして偉大なる成就の日を迎えることになる。これは最後の予言だ。さあ、我が使徒よ。しかるべき日のために支度を整えるがいい」

## 主な登場人物

### 主人公
アルバート・ジョンソン
語り手（私）。1906年生まれで、1933年に27歳。表向きは好青年だが、残忍。己の血を、近親婚の芸術品と誇っている。
食欲と記憶障害という、2つの問題を抱えている。前者は、毎年10月から12月にかけて異様な飢餓感に襲われ、空腹のあまり凶暴化すること。後者は、前触れなく記憶を失うこと。成長と教育によって、凶暴性はある程度コントロールできるようになった。
1933年10月に、李飜威に招かれて上海へと渡る。異形の快楽に耽溺したすえに、「屍体を抱くために」妓楼を訪れる。
ジェイムズ・ジョンソン
アルバートの父。ニューイングランドの旧家の生まれで、一代で財をなした実業家。
ジョンソン家は、エドワード懺悔王の血に連なる英国貴族の末裔である。米国に来た一族は、財産の分散を惜しみ300年にわたり近親婚をくり返し、遺伝子障害と天才を乱出してきた。19世紀後半のジェイムズが物心ついたころには、一族は退廃して長寿の者はおらず、しかも死と発狂の恐怖に怯えた彼らは、土地や屋敷を売ってまで快楽にふけるという有様であった。ミスカトニック大学付属図書館の「妖蛆の秘密」でイグを知り、オクラホマで黄金を得て、家の財政を立て直した。オクラホマで出会ったキャサリンという女性と結婚の約束をしていたが、迎えに行くことができず彼女を亡くし、後に息子アルバートを引き取る。
食品製造業と貿易の総合商社を営む。油田と大農場を所有し、鉄道と船舶に投資し、トルコ国立中央銀行の設立に協力した。近年は冷凍庫を開発して売り込んでいる。
息子の残虐性を肯定し、人目に触れないようにして実行するように教育した。1932年11月に死去。
李飜威（リファンウェイ）
ジェイムズの親友であり共同経営者。
インディアンと間違いそうな容貌の東洋人。上海に拠点を置く大貿易会社の長であり、裏社会でも権力を握る。もともとは龍や蛇神族を研究しており、イグの伝説に憑かれてオクラホマを訪れ、ジェイムズと出会った。
伏羲と女媧の兄妹神や中米の蛇神イグについて語り、上海では屍体が商品に加工されることや、上流階級にはそれらを好んで買う人でなしがいることなどを解説する。それらの「特注品の顧客リスト」は、スキャンダルを恐れる彼らにとっては人質に等しく、巨利を得ている。

### 蛇神イグ
イグ
平原インディアンの蛇神。人々に様々な知識や技術を与え、予言をなす娘と息子を残して去っていった。
神の娘と息子は結婚し、娘は2つの卵を産み、以来、雌雄の双子が代替わりして血を紡ぎ続けている。幼生のイグは弱く、近くの人間に擬態して育つ。また半人半蛇の成体になるまでは、心身のどこかに必ず欠陥が現れる。同種ではなく人間と交わって子をなすこともできるが、混血にはならず、イグの遺伝子だけを純血として残す。幼生は新鮮な乳と蜜を栄養源とする。
イグの娘
アルバートの真の母親。
ふだんは「族長の娘」と呼ばれているが、正式な名は「イグの高貴な娘」「イグの正統な娘」という。百発百中の予言者。聖地の赤い岩山に住んでおり、血が原因で秋の期間は精神状態が悪くなる。右足が不自由。
イグは通常ならば2つの卵が産まれるが、100年前に卵は1個しか生まれなかった。ジェイムズ・ジョンソンと李飜威の子を産むことをあらかじめ予言しており、予言通りにアルバートと春華の卵を産む。イグの血を紡いだ返礼として、ジェイムズたちに黄金を贈る。成体となり産卵した後に、己の死期を悟る。
春華（チュンホア）
李飜威の娘。口がきけない。性格は、飜いわく傲慢で気まぐれ。フィアンセのアルバートと結ばれることを強く願っていた。
イグの子の雌型である。「飜の死んだ姉の写真」を見たことで、人間の女性に擬態している。

## 収録
- 創元推理文庫『秘神界歴史篇』
- 黒田藩プレス『Inverted Kingdom : Lairs of the Hidden Gods 2』「Taste of the Snake's Honey」Erin S. Brodhead訳